# Zodiomyces vorticellarius
Zodiomyces vorticellarius Thaxt. – gatunek grzybów z rzędu owadorostowców (Laboulbeniales). Pasożyt owadów.

## Systematyka i nazewnictwo
Pozycja w klasyfikacji według Index Fungorum: Zodiomyces, Laboulbeniaceae, Laboulbeniales, Laboulbeniomycetidae, Laboulbeniomycetes, Pezizomycotina, Ascomycota, Fungi.
Gatunek ten po raz pierwszy opisał Roland Thaxter w 1891 r. na owadzie Hydrocolombus lacustris w USA.

## Charakterystyka
Grzyb entomopatogeniczny, pasożyt zewnętrzny owadów. Nie powoduje śmierci owada i zazwyczaj wyrządza mu niewielkie szkody. W Polsce Tomasz Majewski w 1999 i 2003 r. opisał jego występowanie na chrząszczach Helochares lividus i Helochares obscurus z rodziny kałużnicowatych (Hydrophilidae). 